# Malevolent Creation
Malevolent Creation este o formație de death metal din Buffalo, S.U.A. fondată în anul 1987.

## Discografie

### Albume de studio
- The Ten Commandments (Roadrunner Records, 1991)
- Retribution (Roadrunner Records, 1992)
- Stillborn (Roadrunner Records, 1993)
- Eternal (Pavement Music, 1995)
- In Cold Blood (Pavement Music, 1997)
- The Fine Art of Murder (Pavement Music, 1998)
- Envenomed (Arctic Music, 2000)
- The Will to Kill (Arctic Music, 2002)
- Warkult (Nuclear Blast, 2004)
- Doomsday X (Nuclear Blast, 2007)
- Invidious Dominion (Nuclear Blast, 2010)

### Albume live
- Conquering South America (Arctic Music, 2004)
- Live at the Whiskey (Arctic Music, 2008)
- Australian Onslaught (Arctic Music, 2010)

### Compilații
- At Death's Door II "Piece by Piece" (Slayer Cover) (Roadrunner, 2009)
- Joe Black (Pavement Music, 1996)
- Manifestation – Compilation (Pavement Music, 2000)
- The Best of Malevolent Creation (Roadrunner, 2003)
- Retrospective (Crash Music, 2005)
- Essentials (Crash Music, 2009)

### DVD
- Lost Commandments (Massacre Records, 2008)